# مدیریت بازرگانی
مدیریت کسب‌وکار (به انگلیسی: Business Administration) شاخه‌ای از مدیریت است که بر تربیت مدیران سازمان‌ها و شرکت‌های تجاری تمرکز دارد. سرآغاز این رشته کشور فرانسه و دانشکده بازرگانی ESCP است که قدیمی‌ترین دانشگاه تجارت و کسب‌وکار دنیا درنظر گرفته می‌شود. رشته مدیریت کسب‌وکار بر اداره امور یک سازمان تجاری یا یک کسب‌وکار به‌ویژه مسائلی از قبیل امور مربوط به بازار (بازاریابی)، کنترل سود و سرمایه و هزینه، استفادهٔ بهینه از امکانات موجود،
راهبرد‌های رقابت با سایر شرکت‌ها، فروش و تبلیغات، مسائل اقتصادی و مالی اداره صحیح امور کارکنان و امور مشتریان تمرکز دارد. فارغ‌التحصیلان این رشته قادرند در سطح‌های مختلف مدیریتی در شرکت‌ها و کسب‌وکار‌ها مشغول به‌کار شده یا به‌عنوان مشاور مدیریت انجام وظیفه نمایند.
دانش مدیریت کسب‌وکار به عنوان حوزه‌ای از علوم انسانی با اتخاذ رویکردی بین‌رشته‌ای و با بهره‌گیری از دستاوردهای سایر حوزه‌های معرفتی، چگونگی درست تصمیم گرفتن و روش‌های استفادهٔ بهینه از منابع و اثربخشی در دستیابی به اهداف را به دانشوران این عرصه، ارائه می‌کند.

## معرفی
رشته مدیریت کسب‌وکار برای نیل به اهداف ذیل دایر شده است:
- افزایش مهارت و توانایی دانشجویان در شناخت مسائل مبتنی بر مدیریت، جمع‌آوری و تجزیه و تحلیل اطلاعات مربوط به هر یک از این مسائل، ارزیابی راه حل‌های مختلف در مورد هر مسئله و تصمیم‌گیری و اجرای آن؛
- آشنایی دقیق با وظایف اساسی سازمان‌ها و مؤسسات کسب‌وکار – تجاری و صنعتی؛
- افزایش مهارت و توانایی دانشجویان در شناخت شرایط و اوضاع و احوال متغیر اجتماعی، اقتصادی، تکنولوژی و سیاسی و تطبیق برنامه‌های سازمان با شرایط جدید؛
- ایجاد زمینه لازم برای رشد فردی و حرفه ای.

| مباحث اصلی و تخصصی: | - بازاریابی - اقتصاد - حسابداری - آمار و احتمالات - حقوق کسب‌وکار - حاکمیت شرکتی - کسب‌وکار بین‌المللی - کسب و کار الکترونیک - تئوری سازمان و مدیریت - رفتار سازمانی - مدیریت زنجیره تأمین - مدیریت راهبردی - مدیریت مالی - مدیریت منابع انسانی - مدیریت تولید - مدیریت ریسک - کارافرینی |

## هدف
امروزه کسب‌وکار کمتر توسط اشخاص حقیقی یا تجار منفرد انجام گرفته و برخلاف گذشته، بخش عمده تجارت در جهان مدرن توسط شرکت‌ها و سازمان‌های کسب‌وکار صورت می‌پذیرد. فلذا هدف از رشته مدیریت کسب‌وکار تربیت متخصصانی است که بتوانند با دید نوین و توأم مدیریتی و تجاری، امور این کسب‌وکارها را به بهترین نحو اداره نمایند.سازمان‌ها و بنگاه‌های کسب‌وکار نهادهایی هستند که به قصد انجام فعالیت‌های تجاری و اغلب در حوزه خرید و فروش محصولات و خدمات به کسب‌وکار می‌پردازند. در کشورهای گوناگون انواع متفاوتی از این سازمان‌ها در قوانین تجاری تعریف شده است. (شرکت‌ها، تعاونی‌ها و …)

## رئوس مطالب
طرح کلی زیر به عنوان یک مرور کلی و راهنمای موضوعی از مفاهیم مدیریت کسب‌وکار ارائه می‌شود:
مدیریت کسب‌وکار- مدیریت یک سازمان تجاری - شامل تمام جنبه‌های کنترل و نظارت بر عملیات تجاری است. مدیریت عبارت است از تخصیص منابع برای دستیابی به اهداف و مقاصد مورد نظر به‌طور کارآمد و مؤثر؛ که شامل برنامه‌ریزی، سازماندهی، کارکنان، رهبری یا هدایت، و کنترل یک سازمان (گروهی متشکل از یک یا چند نفر یا نهاد) یا تلاش در راستای دستیابی به یک هدف است.
- شرکت - سازمانی که فعالیت تجاری، صنعتی یا حرفه ای انجام می‌دهد
- امور مالی شرکتی - چارچوبی برای تأمین مالی شرکتی، ساختار سرمایه و سرمایه‌گذاری
- کارآفرینی – ایجاد یا استخراج ارزش اقتصادی
- کارآفرینی اجتماعی - رویکردی برای توسعه، تأمین مالی و اجرای راه‌حل‌هایی برای مسائل اجتماعی یا زیست‌محیطی

### حوزه‌های کاربردی مدیریت
مدیریت می‌تواند توسط یک شخص یا گروهی از افراد و توسط یک شرکت یا گروهی از شرکت‌ها بسته به نوع مهارت‌های مدیریتی مورد استفاده مورد استفاده قرار گیرد. مدیریت را می‌توان در تمام جنبه‌های فعالیت یک فرد یا یک سازمان اعمال کرد:
مهارت‌های خود مدیریتی
خود مدیریتی مدیریت مؤثر خود، پیش نیاز طبیعی مدیریت مؤثر است. مهارت‌های شخصی مرتبط با فعالیت تجاری عبارتند از:
- اثربخشی مدیریتی - توانایی تولید نتیجه مطلوب - انجام کارهای درست.
- خودکنترلی - به معنای عام، کنترل اعمال و حالات خود
  - مدیریت توجه - مدل‌ها و ابزارهایی برای حمایت از مدیریت توجه در سطح فردی یا جمعی، و در کوتاه‌مدت (شبه‌زمان واقعی) یا در طولانی‌مدت (در دوره‌های چند هفته یا ماه).
  - مدیریت استرس - طیف تکنیک‌ها و روان درمانی
  - مدیریت وظیفه - فرایند مدیریت یک کار در طول چرخه عمر آن
  - مدیریت زمان - فرایند برنامه‌ریزی و اعمال کنترل آگاهانه بر زمان صرف شده برای فعالیت‌های خاص
- خوداشتغالی - حالتی که برای خود کار می‌کند تا کارفرما
- مدیریت منابع شخصی
  - مدیریت اطلاعات شخصی - ابزارها و سیستم‌هایی برای مدیریت داده‌های شخصی
  - مدیریت دانش شخصی - فرآیندی که توسط آن شخص دانش را مدیریت می‌کند
  - امور مالی شخصی - بودجه و هزینه‌ها

مهارت‌های عمومی مدیریت سازمان
- مدیریت
- مدیریت چابک –یک نوع مدیریت پروژه
- مدیریت دارایی - روش سیستماتیک نگهداری دارایی‌ها
- مدیریت تغییر - رشته مدیریتی که فرآیندهای تحول انسانی را در سازمان‌ها مطالعه می‌کند، رشته‌ای از مدیریت است که بر تغییرات سازمانی متمرکز است. هدف آن اطمینان از استفاده از روش‌ها و رویه‌ها برای مدیریت کارآمد و سریع همه تغییرات در زیرساخت‌های کنترل‌شده فناوری اطلاعات است تا تعداد و تأثیر هر گونه رویداد مرتبط بر سرویس را به حداقل برساند.
- مدیریت تعارض - فرایند محدود کردن جنبه‌های منفی تعارض و افزایش جنبه‌های مثبت آن
- حل تعارض - روش‌ها و فرآیندهایی که در تسهیل پایان مسالمت‌آمیز درگیری و منازعات وجود دارد.
- مدیریت محدودیت - یک پارادایم مدیریت
  - نظریه محدودیت‌ها - پارادایم مدیریت
  - بهبود متمرکز - نظریه محدودیت‌ها مجموعه ای از فعالیت‌ها است که با هدف ارتقای عملکرد هر سیستم، به ویژه یک سیستم تجاری، با توجه به هدف آن از طریق حذف یک به یک محدودیت‌های آن و با کار نکردن بر روی غیرمحدودیت‌ها انجام می‌شود.
  - دوازده نقطه اهرمی: مفهوم دینامیک سیستم‌ها
- حاکمیت شرکتی - مکانیسم‌ها، فرایندها و روابطی که شرکت‌ها توسط آن‌ها نظارت و اداره می‌شوند.
- حسابداری بهای تمام شده - رویه‌هایی برای بهینه‌سازی شیوه‌ها به روش‌های مقرون به صرفه
- مدیریت بحران - فرآیندی که توسط آن یک سازمان با یک وضعیت اضطراری زیان بار مواجه می‌شود
- مدیریت ارتباط با مشتری - فرایند مدیریت تعاملات با مشتریان
- مدیریت داده - رشته‌های مرتبط با مدیریت داده‌ها به عنوان یک منبع
- مدیریت طراحی – یک زمینه تحقیقاتی در کسب و کار
- مدیریت ارزش کسب شده – تکنیک مدیریت پروژه
- مدیریت موقت – ارائه موقت منابع و مهارت‌های مدیریتی
- مدیریت دانش - فرایند ایجاد، اشتراک، استفاده و مدیریت دانش و اطلاعات یک سازمان
- لجستیک - مدیریت جریان منابع
- مدیریت عملیات - در عملیات تجاری، کنترل فرایند تولید کالا توسعه سازمان - مطالعه و اجرای شیوه‌ها، سیستم‌ها و تکنیک‌هایی که بر تغییرات سازمانی تأثیر می‌گذارند
- توسعه سازمانی - مطالعه و اجرای شیوه‌ها، سیستم‌ها و تکنیک‌هایی که بر تغییرات سازمانی تأثیر می‌گذارند
- مدیریت ادراک - تاکتیک نفوذ
- برنامه‌ریزی – با توجه به فعالیت‌های مورد نیاز برای رسیدن به هدف مورد نظر
- مدیریت فرایند تجاری – مجموعه ای از فعالیت‌های برنامه‌ریزی و نظارت بر عملکرد یک فرایند، به ویژه در مفهوم فرایند کسب و کار، که اغلب با مهندسی مجدد اشتباه گرفته می‌شود.
- مدیریت برنامه – فرایند مدیریت چندین پروژه مرتبط
- مدیریت پروژه - تمرین رهبری کار یک تیم برای دستیابی به اهداف و معیارها در یک زمان مشخص
- مدیریت کیفیت - فرآیندی برای کمک به تناسب محصول سازگار
- مدیریت نیازمندی‌ها – فرایند مستندسازی، تجزیه و تحلیل، ردیابی، اولویت بندی و توافق
- مدیریت منابع - به‌کارگیری کارآمد و مؤثر منابع سازمان در صورت نیاز
- مدیریت ریسک - شناسایی، ارزیابی و کنترل تخصص مدیریت ریسک با هدف کاهش ریسک‌های مختلف مربوط به یک حوزه از پیش انتخاب شده تا سطح مورد قبول جامعه. ممکن است انواع مختلفی از تهدیدات ناشی از محیط، فناوری، انسان، سازمان‌ها و سیاست را شامل شود.
- مدیریت مهارت‌ها - توسعه مهارت‌هایی که کارکنان نیاز دارند تجزیه و تحلیل هزینه - چهار محرک جهانی شدن
- مدیریت استراتژیک – برنامه‌ریزی برای پاسخ‌های شرکت به مسائل خارجی
- برنامه‌ریزی استراتژیک – فرایند تصمیم‌گیری سازمانی
- مدیریت سیستم‌ها - مدیریت سیستم‌های توزیع شده از جمله سیستم‌های کامپیوتری در سطح سازمانی
- علم مدیریت (MS) – مطالعه حل مسئله در سازمان‌های انسانی، رشته استفاده از مدل‌سازی ریاضی و سایر روش‌های تحلیلی، برای کمک به تصمیم‌گیری بهتر مدیریت کسب‌وکار.
- مدیریت غیرخطی (NLM) – ابرمجموعه ای از تکنیک‌ها و استراتژی‌های مدیریتی که با دادن فضایی به سازمان‌ها برای خود سازماندهی، تکامل و انطباق، شامل رویکردهای چابک، تکاملی و ناب، و همچنین بسیاری دیگر، نظم را به وجود می‌آورد.
- مدیریت عملیات – در عملیات تجاری، کنترل فرایند تولید کالا – حوزه ای از کسب و کار که با تولید کالاها و خدمات با کیفیت خوب سروکار دارد و مسئولیت حصول اطمینان از کارآمد و مؤثر بودن عملیات تجاری را در بر می‌گیرد.
- مدیریت علمی - نظریه مدیریت تئوری مدیریت که فرآیندهای گردش کار را تجزیه و تحلیل و ترکیب می‌کند و بهره‌وری نیروی کار را بهبود می‌بخشد.

مدیریت دپارتمان‌ها
- مدیریت حسابداری - حوزه ای از مدیریت کسب‌وکار، بخشی از سیستم حسابداری داخلی یک شرکت
- مدیریت ارتباطات
- مدیریت مهندسی - مروری بر مدیریت در مهندسی
- مدیریت محتوای سازمانی – پیاده‌سازی مدیریت فناوری اطلاعات
- مدیریت مالی
  - مدیریت سرمایه‌گذاری - مدیریت دارایی‌های سرمایه ای و سرمایه‌گذاری‌ها
  - امور مالی مدیریتی – بخشی از فرایند اقتصادی و کسب‌وکار. به سرمایه‌گذاری، تأمین مالی و مدیریت ریسک تقسیم می‌شود
- مدیریت منابع انسانی – رویکردی به مدیریت مؤثر افراد در شرکت
- مدیریت فناوری اطلاعات - رشته‌ای که به موجب آن تمام منابع فناوری اطلاعات یک شرکت مطابق با نیازها و اولویت‌های آن مدیریت می‌شود.
- مدیریت حقوقی سازمانی - حوزه مدیریت کسب‌وکار در مورد مسائل حقوقی
- مدیریت بازاریابی – کاربرد عملی بازاریابی در سازمان‌ها
- تدارکات - خرید کالاها و خدمات مدیریت محصول - نقش سازمانی در شرکت‌ها
- مدیریت زنجیره تأمین - مدیریت جریان کالاها و خدمات

### راهبرد
- مدیریت استراتژیک – برنامه‌ریزی برای پاسخ‌های شرکت به مسائل خارجی
- ساختار سازمانی - روشی که یک سازمان در آن ساختار یافته است
- راهبرد - برنامه‌ریزی برای دستیابی به اهداف در عدم قطعیت
- سیستم - موجودیت‌های مرتبط با یکدیگر که یک کل را تشکیل می‌دهند

تحلیل کسب و کار
- تجزیه و تحلیل کسب و کار - مجموعه ای از وظایف، دانش، و تکنیک‌های مورد نیاز برای شناسایی نیازهای کسب و کار و تعیین راه حل برای مشکلات کسب و کار. راه حل‌ها اغلب شامل یک جزء توسعه سیستم هستند، اما ممکن است شامل بهبود فرایند یا تغییر سازمانی نیز باشد.
- تجزیه و تحلیل رقبا - برای اینکه یک سازمان در صنعت خود به‌طور مطلوب فعالیت کند، باید فعالیت‌های رقبا و استراتژی‌های رقابتی آنها را آشکار کند تا یک مزیت رقابتی پایدار برای گسترش سهم بازار ایجاد کند.

تعیین هدف
- هدف گذاری - شامل تعیین اهداف مشخص، قابل اندازه‌گیری و زمان‌بندی شده است
- هدف: شامل وضعیت پیش‌بینی شده‌ای از امور است که یک شخص یا یک سیستم برنامه‌ریزی می‌کند یا قصد دارد به آن دست یابد یا ایجاد کند - یک نقطه پایانی مطلوب شخصی یا سازمانی در نوعی توسعه مفروض. بسیاری از مردم تلاش می‌کنند تا با تعیین ضرب الاجل در مدت زمان محدود به اهداف خود برسند.

نمونه‌هایی از اهداف تجاری:
- مزیت رقابتی - مفهوم تجاری که یک سازمان در برخی موارد از رقابت بهتر عمل می‌کند
  - مزیت رقابتی پایدار

برنامه‌ریزی
برنامه‌ریزی - فرایند ذهنی تفکر در مورد فعالیت‌های مورد نیاز برای ایجاد یک هدف مورد نظر در مقیاسی خاص و هم فرایند سازمانی ایجاد و حفظ یک برنامه است.
- برنامه‌ریزی زمانی – برنامه‌ریزی وظایف و رویدادها
  - روش مسیر بحرانی – الگوریتم زمان‌بندی مجموعه‌ای از فعالیت‌های پروژه
  - پرت -روش برنامه‌ریزی و ارزیابی برنامه
- برنامه‌ریزی استراتژیک – فرایند تصمیم‌گیری سازمانی
- طرح کسب و کار - سند مکتوب رسمی حاوی اهداف یک شرکت
- فرایند کسب و کار - مجموعه ای سیستماتیک از وظایف در یک شرکت
- مدل‌سازی فرایند کسب و کار – (BPM) فعالیت نمایش فرآیندهای یک شرکت، به طوری که فرایند فعلی ("همانطور که هست") ممکن است در آینده تجزیه و تحلیل و بهبود یابد ("بهبود")

رویکردها
- تمرکز - برنامه‌ریزی و تصمیم‌گیری توسط یک مقام واحد
- تمرکززدایی – برنامه‌ریزی و تصمیم‌گیری توسط مقامات مختلف
- روابط توسعه دهندگان مدیریت بر اساس اهداف
- شش سیگما – استراتژی مدیریت کسب‌وکار، که در اصل توسط موتورولا توسعه داده شد، که امروزه در بسیاری از بخش‌های صنعت کاربرد گسترده‌ای دارد.
- مدل سیستم‌های قابل دوام

بازخورد
- صورت‌های مالی - سوابق رسمی فعالیت‌های مالی و موقعیت یک شرکت، شخص یا نهاد دیگر

### سایر مفاهیم
- کارت امتیازی متوازن
- محک زنی
- هیئت مدیره
- کسب و کار
- هوش تجاری
- مدل کسب و کار - یک سیستم تولید سود که دارای درجه مهمی از استقلال از سایر سیستم‌های درون یک شرکت است.
- عملیات تجاری – آن دسته از فعالیت‌های مداوم و تکرار شونده ای هستند که در اداره یک کسب و کار به منظور تولید ارزش برای ذینفعان دخیل هستند. آنها با مدیریت پروژه در تضاد هستند و شامل فرآیندهای تجاری هستند.
- فرایند کسب و کار – مجموعه‌ای از فعالیت‌ها یا وظایف مرتبط، ساختاریافته است که خدمات یا محصول خاصی را برای یک مشتری یا مشتریان خاص تولید می‌کند (در خدمت یک هدف خاص). سه نوع فرایند تجاری وجود دارد: فرآیندهای مدیریت، فرآیندهای عملیاتی و فرآیندهای پشتیبانی.
- مطالعه موردی - یک روش تحقیقی است که شامل بررسی عمیق و طولی یک نمونه یا رویداد واحد است: یک مورد. آنها روشی سیستماتیک برای نگاه کردن به رویدادها، جمع‌آوری داده‌ها، تجزیه و تحلیل اطلاعات و گزارش نتایج ارائه می‌کنند.
- کنترل تغییر - رویه‌هایی که برای اطمینان از اینکه تغییرات (معمولاً، اما نه لزوماً در سیستم‌های فناوری اطلاعات) به شیوه ای کنترل شده و هماهنگ انجام می‌شود، استفاده می‌شود. کنترل تغییر یک جنبه اصلی از رشته گسترده‌تر مدیریت تغییر است.
- تصویر شرکتی
- ساختار شرکتی
- عنوان شرکت
- هزینه – در اقتصاد، کسب‌وکار و حسابداری ارزش پولی است که برای تولید چیزی مصرف شده است و از این رو دیگر برای استفاده در دسترس نیست. در کسب‌وکار، ممکن است بهای تمام شده مربوط به کسب باشد، در این صورت مقدار پولی که برای به دست آوردن آن هزینه می‌شود به عنوان بهای تمام شده محاسبه می‌شود.
- عامل حیاتی موفقیت
- مالکیت متقابل
- هوش فرهنگی
- مدل‌سازی سازمانی – فرایند درک یک سازمان و بهبود عملکرد آن از طریق ایجاد مدل‌های سازمانی است. این شامل مدل‌سازی حوزه تجاری مربوطه (معمولاً نسبتاً پایدار)، فرآیندهای تجاری (معمولاً بی‌ثبات تر) و فناوری اطلاعات است.
- بررسی زیست‌محیطی -
- بهبود متمرکز - در تئوری محدودیت‌ها مجموعه فعالیت‌هایی است که با هدف ارتقای عملکرد هر سیستم، به ویژه یک سیستم تجاری، با توجه به هدف آن از طریق حذف یک به یک محدودیت‌های آن و با کار نکردن بر روی غیرمحدودیت‌ها انجام می‌شود.
- فوردیسم - که به افتخار هنری فورد نامگذاری شده است، به نظریه‌های مختلف اجتماعی اشاره دارد. این معانی متفاوت اما مرتبط در زمینه‌های مختلف و برای دانشمندان مارکسیست و غیر مارکسیست دارد.
- آینده پژوهی
- تحقیق بازار
- نوآوری
- رهبری
- تولید ناب - یا تولید ناب، که اغلب به سادگی به عنوان "ناب" شناخته می‌شود، عمل به یک نظریه تولید است که مصرف منابع برای هر وسیله ای غیر از ایجاد ارزش برای مشتری مفروض را هدر می‌دهد و بنابراین هدفی برای حذف
- سطح تلاش - (LOE) به عنوان یک فعالیت از نوع پشتیبانی واجد شرایط است که خود را به اندازه‌گیری یک دستاورد مجزا نمی‌رساند. نمونه‌هایی از چنین فعالیتی ممکن است حسابداری بودجه پروژه، ارتباط با مشتری و غیره باشد.
- تولید -
- مدیریت میانی
- انگیزه - مجموعه دلایلی است که فرد را برای انجام یک رفتار خاص تعیین می‌کند.
- تحقیق در عملیات - (OR) شاخه میان رشته‌ای از ریاضیات کاربردی و علوم رسمی که از روش‌هایی مانند مدل‌سازی ریاضی، آمار و الگوریتم‌ها برای رسیدن به راه‌حل‌های بهینه یا نزدیک به بهینه برای مسائل پیچیده استفاده می‌کند.
- توسعه سازمان - (OD) تلاش برنامه‌ریزی شده، ساختاریافته و گسترده سازمان برای افزایش اثربخشی و سلامت سازمان. سازمان - آرایش اجتماعی که اهداف جمعی را دنبال می‌کند، عملکرد خود را کنترل می‌کند و دارای مرزی است که آن را از محیط خود جدا می‌کند.
- پورتفولیو - در امور مالی ترکیبی مناسب از یا مجموعه ای از سرمایه‌گذاری‌های نگهداری شده توسط یک مؤسسه یا یک فرد خصوصی است.
- معماری فرایند – طراحی ساختاری سیستم‌های فرایند کلی و در زمینه‌هایی مانند کامپیوتر (نرم‌افزار، سخت‌افزار، شبکه‌ها و غیره)، فرآیندهای تجاری (معماری سازمانی، خط‌مشی و رویه‌ها، تدارکات، مدیریت پروژه و غیره) و هر فرایند دیگری کاربرد دارد. سیستمی با درجات مختلف پیچیدگی
- سود -
- تناسب - ترکیبی از مهارت‌های منحصر به فرد اعضای یک سازمان برای مزیت جمعی.
- کیفیت – می‌تواند به معنای درجه بالایی از برتری ("یک محصول با کیفیت")، درجه ای از برتری یا فقدان آن ("کار با کیفیت متوسط") یا خاصیت چیزی ("کیفیت اعتیادآور الکل") باشد. کیفیت، هزینه، تحویل (QCD) همان‌طور که در تولید ناب استفاده می‌شود، یک فعالیت تجاری را اندازه‌گیری می‌کند و شاخص‌های عملکرد کلیدی را توسعه می‌دهد. تجزیه و تحلیل QCD اغلب بخشی از برنامه‌های بهبود مستمر را تشکیل می‌دهد
- مهندسی مجدد - طراحی مجدد اساسی فرآیندهای یک سازمان، به ویژه فرآیندهای تجاری آن. به جای سازماندهی یک شرکت در تخصص‌های عملکردی (مانند تولید، حسابداری، بازاریابی، و غیره) و در نظر گرفتن وظایفی که هر کارکرد انجام می‌دهد. فرآیندهای کامل از اکتساب مواد، تا تولید، تا بازاریابی و توزیع باید در نظر گرفته شود.
- مهندسی معکوس
- ریسک - احتمال دقیق احتمالات خاص است.
- مدیریت ارشد
- ارزش سهامداران
- سرمایه‌گذاری پایدار استراتژیک – یک استراتژی سرمایه‌گذاری است که به شرکت‌هایی که جامعه را به سمت پایداری سوق می‌دهند پاداش می‌دهد.
- چرخه حیات توسعه سیستم - (SDLC) هر فرایند منطقی است که توسط یک تحلیلگر سیستم برای توسعه یک سیستم اطلاعاتی از جمله الزامات، اعتبارسنجی، آموزش و مالکیت کاربر استفاده می‌شود. یک SDLC باید منجر به سیستمی با کیفیت بالا شود که انتظارات مشتری را برآورده کند یا از آن فراتر رود، در برآوردهای زمان و هزینه، به‌طور مؤثر و کارآمد در زیرساخت‌های فعلی و برنامه‌ریزی شده فناوری اطلاعات کار کند، و نگهداری آن ارزان و ارتقاء آن مقرون به صرفه است.
- مهندسی سیستم‌ها – رشته‌ای میان رشته‌ای از مهندسی است که بر چگونگی طراحی و مدیریت پروژه‌های مهندسی پیچیده تمرکز دارد.
- تجزیه و تحلیل وظیفه - تجزیه و تحلیل یا تجزیه و تحلیل دقیق چگونگی انجام یک کار، مانند وظایف فرعی مورد نیاز است.
- مهندسی ارزش - (VE) یک روش سیستماتیک برای بهبود "ارزش" کالاها و خدمات با استفاده از بررسی عملکرد است. ارزش، همان‌طور که تعریف شد، نسبت تابع به هزینه است؛ بنابراین ارزش را می‌توان با بهبود عملکرد یا کاهش هزینه افزایش داد. این یک اصل اولیه مهندسی ارزش است که کارکردهای اساسی حفظ شود و در نتیجه بهبود ارزش کاهش نیابد.
- روش دلفی – یک تکنیک برآورد مبتنی بر اجماع برای تخمین تلاش است

## بازار کار
طیف گسترده‌ای از چشم‌اندازهای شغلی در کسب وکار‌های مختلف پیش روی فارغ‌التحصیلان دوره‌های مدیریت کسب‌وکار هستند که جایگاه سازمانی شغل بستگی به سابقه کاری و سطح دانش تخصصی فرد دارد. ازجمله مشاغل قابل احراز توسط فارغ‌التحصیلان دوره‌های مدیریت کسب‌وکار می‌توان به موارد زیر اشاره نمود:
- مدیر ارشد در شرکتها و سازمان‌ها
- کارشناس/ مدیر فروش
- کارشناس/ مدیر خرید و تدارکات
- کارشناس/ مدیر بازاریابی و تبلیغات
- کارشناس/ مدیر زنجیره تأمین محصولات
- کارشناس/ مدیر خدمات پس از فروش
- کارشناس/ مدیر امور توسعه کسب وکار
- کارشناس/ مدیر ارتباط با مشتریان
- کارشناس/ مدیر امور اداری و منابع انسانی
- کارشناس/ مدیر روابط عمومی
- کارشناس/ مدیر عملیات کسب‌وکار[۱۶] و صادرات و واردات[۱۷]
- کارشناس تجارت الکترونیک
- کارشناس تنظیم و عقد قراردادها و مذاکرات تجاری
- کارشناس برنامه‌ریزی جلسات، همایش‌ها و رویدادها
- تحلیلگر بازار و کسب و کار
- مشاور مدیریتی و تجاری
- مشاور/ کارشناس امور گمرکی
- مدیر تحقیقات بازار
- بازرگان (تاجر)
- کارآفرین
- بازرس مالی

و مشاغل دیگر در حوزه‌های بیمه، بانکی، مالی ،حسابداری، خرده فروشی، سرمایه‌گذاری، خدمات، کارآفرینی و…
.

## مدارک دانشگاهی
- کاردانی مدیریت کسب‌وکار
- کارشناسی مدیریت کسب‌وکار
- کارشناسی ارشد مدیریت کسب‌وکار
- دکترا مدیریت کسب‌وکار

### گرایش ها[۱۸]
- بازاریابی
- کسب‌وکار بین‌المللی
- تجارت الکترونیکی
- مدیریت استراتژیک
- کسب‌وکار داخلی
- کارآفرینی
- کسب‌وکار دریایی

#### گرایش‌های مقطع دکتری[۱۸]
- مدیریت بازاریابی
- مدیریت سیاست گذاری کسب‌وکار
- رفتار سازمانی و مدیریت منابع انسانی